# Matt Rosendale

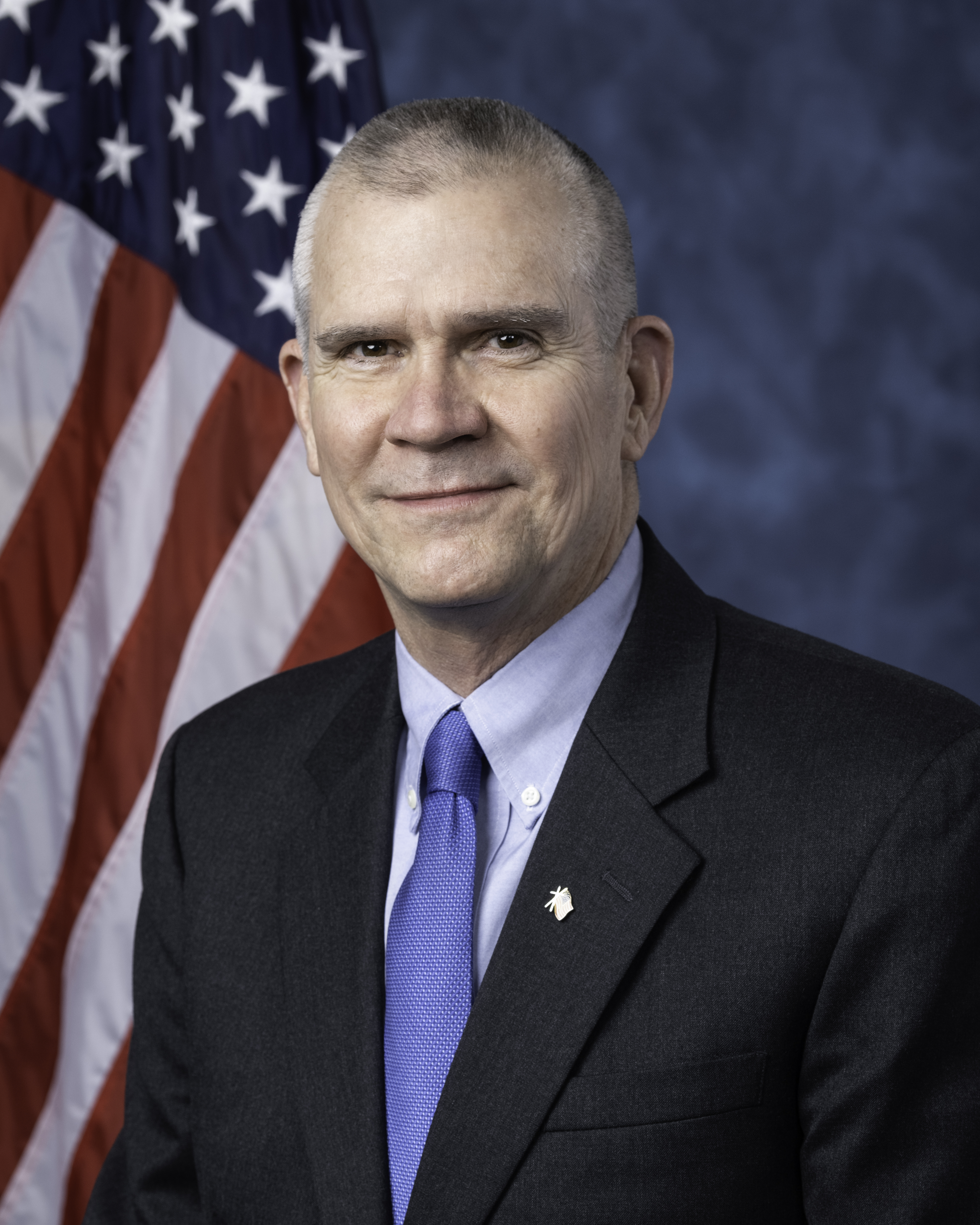
Matt Rosendale (2021)

Matthew Martin „Matt“ Rosendale Sr. (* 7. Juli 1960 in Baltimore, Maryland) ist ein US-amerikanischer Politiker der Republikanischen Partei. Von 2021 bis 2025 vertrat er den Bundesstaat Montana im Repräsentantenhaus der Vereinigten Staaten.

## Familie, Ausbildung und Beruf
Rosendale besuchte die Queen Anne’s County High School in Centreville, Maryland. Danach besuchte er das Chesapeake College in Wye Mills. Er erhielt dadurch keinen Hochschulabschluss. Im Anschluss arbeitete er als Handelsvertreter, Rancher und Immobilien-Entwickler.
Es lebt mit seiner Frau Jean auf einer Ranch in der Nähe von Glendive in Montana. Das Paar hat drei erwachsene Söhne.

## Politische Laufbahn
Rosendale war von 2011 bis 2013 Mitglied des Repräsentantenhauses von Montana. Nach einem Wahlerfolg wechselte er 2013 in den Senat von Montana, wo er 2015 bis 2017 der Mehrheitsführer der Republikaner war. 2014 nahm er an der Vorwahl seiner Partei zum US-Repräsentantenhaus teil, erreichte aber nicht die Nominierung. 2017 wurde er zum State Auditor von Montana gewählt. Seine Amtszeit endete im Januar 2021.
Rosendale war 2018 der republikanische Kandidat für die Wahl zum US-Senat. Er unterlag dem Demokraten Jon Tester in der allgemeinen Wahl mit 46,8 % zu 50,3 % der Stimmen.
Im Jahr 2020 trat er zur wieder in der Wahl zum US-Repräsentantenhaus an. Dieses Mal konnte er die republikanische Vorwahl mit 48,3 % der Stimmen bei sechs Bewerbern gewinnen. In der allgemeinen Wahl gewann er den Kongresswahlbezirk (at-large), der den Gesamtstaat Montana umfasste. Er erhielt 56,4 % der Stimmen, seine Konkurrentin Kathleen Williams von der Demokratischen Partei erhielt 43,6 %. Rosendale trat sein Mandat am 3. Januar 2021 an und löste Greg Gianforte ab, der sich als Gouverneur von Montana bewarb und deshalb auf eine Wiederwahl verzichtet hatte.
Die Primary (Vorwahl) seiner Partei für die Wahlen 2022 am 7. Juni konnte er mit 75,7 % deutlich gewinnen. Er trat am 8. November 2022 gegen Penny Ronning von der Demokratischen Partei, Sam Rankin von der Libertarian Party sowie den unabhängigen Gary Buchanan an. Im Wahlkampf verfügte er über mehr als 900.000 US$ Spendengelder während seine Opponenten zusammengenommen auf nur knapp 30.000 US$ kamen. Im Wahlkampf wurde er unter anderem von der Tea-Party-Bewegung unterstützt. Bei der Wahl am 8. November 2022 gewann er mit großer Mehrheit von 57 % der Stimmen den zweiten Kongresswahlkreis von Montana (2021 war der Bundesstaat in zwei Kongresswahlkreise aufgeteilt worden) gegen seine beiden Haupt-Mitbewerber Penny Ronning (Demokraten, 20 %) und Gary Buchanan (unabhängig, 20 %).
Anfang 2023 gehörte Rosendale zur Gruppe der sechs republikanischen Abgeordneten, die bei der Wahl des Sprechers des Repräsentantenhauses bis in die 15. Abstimmungsrunde gegen den Kandidaten der Parteiführung, Kevin McCarthy, stimmten. Am 3. Oktober 2023 gehörte er zu den acht republikanischen Abgeordneten, die für die Abwahl Kevin McCarthys als Sprecher stimmten.
Nachdem er sich kurzzeitig um die republikanische Nominierung für die Senatswahl 2024 bemüht hatte, gab Rosendale im März 2024 bekannt, nicht für eine weitere Amtszeit im Repräsentantenhaus kandidieren zu wollen. Als Grund dafür gab er „falsche und verleumderische Gerüchte über ihn und seine Familie“ im Rahmen des Vorwahlkampfes an.

### Ausschüsse
Rosendale war Mitglied in folgenden Ausschüssen des Repräsentantenhauses:
- Committee on Natural Resources
  - For Indigenous Peoples of the United States
  - National Parks, Forests, and Public Lands
- Committee on Veterans’ Affairs
  - Health
  - Technology Modernization (Ranking member)

Außerdem ist er Mitglied im Freedom Caucus, dem Republican Study Committee sowie in zwei weiteren Caucuses.